# Поды (Херсонская область)
Поды (укр. Поди) — село в Алёшковской городской общине Херсонского района Херсонской области Украины.
Почтовый индекс — 75130. Телефонный код — 5542. Код КОАТУУ — 6525082002.

## Население
Население по переписи 2001 года составляло 141 человек.

### Языковой состав
Родной язык населения по данным переписи 2001 года:
| Язык       | Численность, чел. | Доля     |
| ---------- | ----------------- | -------- |
| Украинский | 132               | 93,62 %  |
| Русский    | 8                 | 5,67 %   |
| Другое     | 1                 | 0,71 %   |
| Итого      | 141               | 100,00 % |

## Местный совет
75130, Херсонская обл., Алёшковский р-н, с. Костогрызово, ул. Новая, 40а